# Antonio Noboa
León Antonio Noboa Ycaza (Guayaquil, 6 de noviembre de 1969) es un empresario ecuatoriano. Más conocido como el Toño, fue Presidente del Barcelona Sporting Club.

## Dirigente deportivo
En 2003 y 2004 acompañó a Leonardo Bohrer en la presidencia de la comisión de fútbol del club, en aquellos años, el equipo logró el vicecampeonato y la clasificación a Copa Libertadores de América.
Noboa reaparece en 2008, como presidente de la Comisión de fútbol del Barcelona Sporting Club, junto a su hermano Luis forman un binomio; sin embargo luego se unirían al grupo Maruri y formarían una sola lista, con Antonio Noboa en la Comisión de Fútbol.
El 2008 es denominado cómo el año de 'La Renovación' en Barcelona, y se hacen las contrataciones de varias importantes estrellas del balompié nacional, sin embargo los problemas institucionales culiminaron con su renuncia del club a finales de dicho año.
En 2011 llegan las elecciones en el equipo amarillo, y Antonio Noboa vuelve cómo candidato a la Comisión de Fútbol, pero la descalificación de su hermano de la presidencia lo obligan a tomar el cargo para las elecciones bajo su lista denominada 'Primero Barcelona'; finalmente, Noboa gana las elecciones. El 1 de octubre de 2015 perdió las elecciones para la presidencia del Barcelona Sporting Club ante José Francisco Cevallos.